# Ратгауз (Россия)
Ратга́уз (нем. Rathaus, дом совета) — городское правление, учреждённое в 1798 году в Санкт-Петербурге Павлом I.

## Описание
Санкт-Петербургский ратгауз состоял из президента, директора экономии, шести бургермейстеров и десяти ратсгеров; бургермейстеров и ратсгеров избирало городское общество.
Ратгауз заведовал городскими доходами, а также ведал судебными делами граждан и разночинцев, гражданскими и уголовными. Апелляция на его решения подавалась прямо в сенат. Ему же был подчинен Приказ общественного призрения.

## Московский и губернские ратгаузы
Московская Общая городская дума была упразднена указом от 17 января 1799 года, но фактически она перестала работать годом ранее. Вместо неё 4 апреля 1799 года был создан Ратгауз (калька с немецкого «Rathaus» – Ратуша), заменивший Общую думу и Магистрат, поэтому в его ведении оказались как хозяйственные, так и судебные вопросы городского уровня. Ратгауз заведовал городскими доходами и судебными делами граждан и разночинцев — как гражданскими, так и уголовными.
В состав московского Ратгауза входили:
- президент (назначался императором)
- директор экономии, заведовавший городским хозяйством (утверждался императором по представлению Департамента Комиссии о снабжении резиденции припасами, распорядком квартир и прочих частей, до полиции принадлежащих)
- 6 бургермейстеров
- 12 ратсгеров (советников).

Директор экономии, бургермейстеры и ратсгеры избирались городским обществом из числа граждан «заслуживших честное имя и общее доверие».
Ратгауз разделялся на 3 отделения: 
- юстицкое гражданских дел. В нём заседали президент Ратгауза, 2 бургермейстера и 3 ратсгера. Здесь решались тяжбы горожан и разночинцев (в том числе и иногородних) об имениях, сделках, завещаниях, закладных, наследстве, праве наследования, вексельных исках, опеке малолетних, купчих и закладных.
- юстицкое криминальных дел. Здесь заседали 2 бургермейстера и 3 ратсгера. Рассматривались уголовные дела, поступившие из частных судов, от военного губернатора или по предписанию департамента комиссии, по сообщениям из присутственных мест и предложениям генерал-прокурора. Приговоры этого департамента вносились Президенту Ратгауза.
- камеральный департамент. Здесь заседали директор экономии, 2 бургермейстера и 6 растгеров. В ведении департамента находились повинности, назначаемые департаментом Комиссии, городские доходы, поступавшие в департамент: суммы от питейного дела, штрафные деньги с купцов и мещан, выморочные владения, сбор с клеймения извозчичьих номеров и другие городские расходы; управление принадлежащими городу землями; учёт граждан (мещан и ремесленников); исполнение полицейских «надобностей»; осуществление надзора за городскими тюрьмами, госпиталями, цухт и дольгаузами, богадельнями; сбор сведений о торговых ценах; разработка таксы для трактиров, постоялых дворов, сдающихся внаём домов и квартир (на их освещение, отопление и др.). Камеральный департамент следил за тем, чтобы не было обмана, обмера, обвеса при продаже товаров; за своевременной выплатой жалования служащим. Он ведал также содержанием Ратгауза, мещанской роты, полицейской, мостовой и пожарной команд; военных казарм, квартирных домов и пр., состоящих на его содержании; наблюдал за соблюдением правил торговли. В ведении и под надзором камерального департамента находились все амбары, склады товаров и торговые места, а также ремесленные цеха.

Исследователь истории управленческой системы России Л.Ф. Писарькова отмечает, что по сравнению с Жалованной грамотой 1785 года павловские законы оказались более эффективными, так как разрабатывались с учётом реального положения российских городов, которые в силу своего слабого социально-экономического развития нуждались в опеке и помощи государства, прежде всего финансовой. Сочетание выборных и назначаемых свыше должностей больше подходило для Москвы, нежели предложенная Екатериной II идея обособленных от администрации общественных учреждений, которые в условиях XVIII века оказались малорезультативными.
В 1800 году было повелено всем магистратам и ратушам уездных городов Санкт-Петербургской и Московской губерний быть под апелляцией столичных ратгаузов, а в губернских городах, кроме пользовавшихся особыми привилегиями, вместо магистратов учредить ратгаузы, которым подчинить магистраты и ратуши уездных городов.

## Отмена ратгаузов в 1801 г
17 марта 1801 года, по вступлении на престол Александра I, учреждение в губернских городах ратгаузов было отменено, а 12 февраля 1802 г. ликвидированы ратгаузы и в столицах, и восстановлены магистраты и думы.